# Pseudophegopteris henriquesii
Pseudophegopteris henriquesii är en kärrbräkenväxtart som först beskrevs av Bak., och fick sitt nu gällande namn av Holtt. Pseudophegopteris henriquesii ingår i släktet Pseudophegopteris och familjen Thelypteridaceae. Inga underarter finns listade.